# Книдель

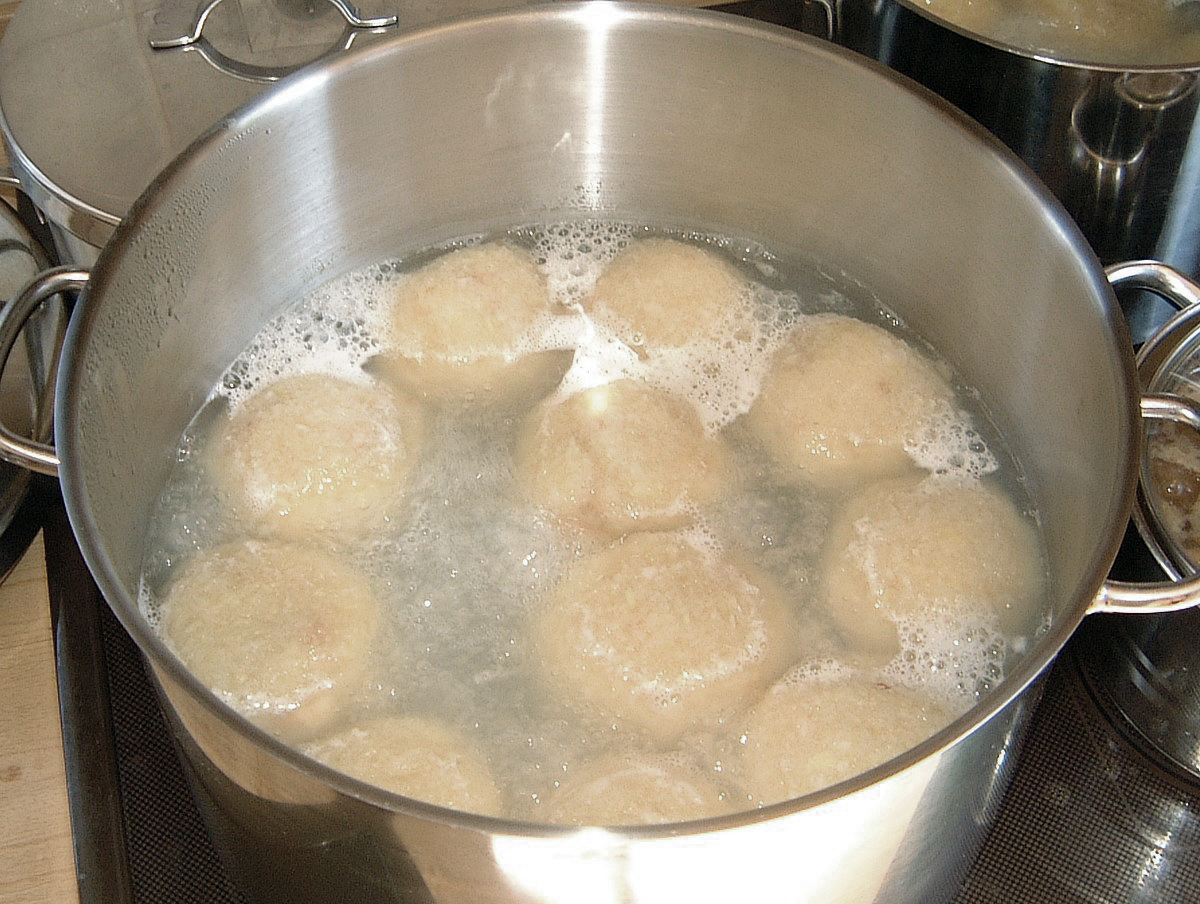
Баварські картопляні книдлі під час приготування

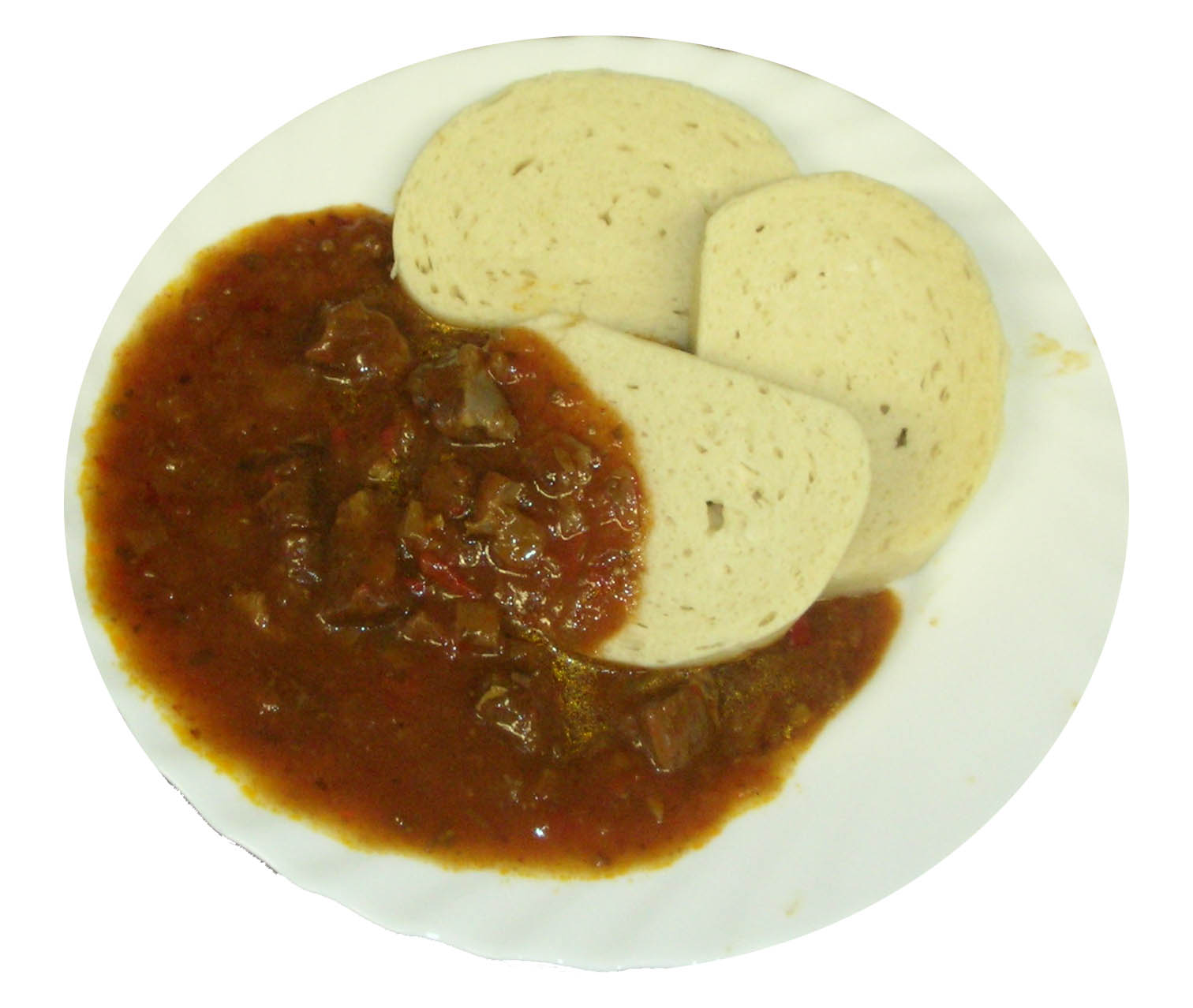
Гуляш з книдлями

Кне́длик(и), кни́длик(и) або кни́дель, кни́длі (нім. Knödel) — варений пиріжок із картопляного тіста з начинкою або без неї. Страва у вигляді галушок з тертої картоплі та пшеничного борошна. В Україні страва дуже поширена на Закарпатті, Покутті та Волині.
Страва української, чеської, польської та загалом європейської кухні з борошна (тіста), схожа на розпарений білий хліб; щось середнє між галушками та варениками, як правило, з додаванням сиру, картоплі та яєць. Вони мають форму кулі або конуса і варяться в підсоленій воді або на пару. Можуть додаватися в суп або подаються до нього.
Книдлі поширені в австрійській, чеській (чеські книдлі отримали світову відомість), єврейській кухнях. В тих чи інших варіаціях книдлі також присутні в канадській, норвезькій та словенській кухнях. Також ця страва дуже поширена на Закарпатті, Покутті та Волині (Україна).
Поширені в білоруській кухні книдлі робляться з протертої картоплі з м'ясом.

## Один із рецептів
Книдлі готують так: натирають сиру картоплю, юшку зливають, картопляну масу споліскують, перемішують у співвідношенні 50х50 з пшеничним борошном, із цього тіста виробляють варенички, начинивши кожного однією сливою (цілою, або без кісточки). Далі ці варенички зі сливами варять у окропі. Зварені книдлі мастять маслом або олією.
Рецепт з м. Надвірна: Готують картопляне тісто, в середину начиняють домашнім сиром з яйцем. Варять і подають з грибною підливою (підлива на сметані).